# Присяжнюк Анатолій Йосипович
Присяжню́к Анато́лій Йо́сипович (15 липня 1953 року в с. Куна Гайсинського району Вінницької області) — Голова Київської обласної державної адміністрації (З 19 березня 2010 до 2 березня 2014). Перший заступник голови Київської обласної організації Партії регіонів. Кандидат юридичних наук. Генерал-полковник СБУ.
Народився 15 липня 1953 року в с. Куна Гайсинського району Вінницької області. В 1980 році закінчив Кам'янець-Подільський сільськогосподарський інститут за спеціальністю «механізація сільського господарства» та отримав кваліфікацію інженера-механіка, 1993 року — Українську академію внутрішніх справ за спеціальністю «правознавство».

## Трудова діяльність
- 1972 — рахівник механізованого загону Гайсинського районного об'єднання «Сільгосптехніка» Вінницької області.
- З 1972 року по 1974 рік — служба в Військових лавах СРСР.
- З 1974 року — інженер-технолог Гайсинського районного об'єднання «Сільгосптехніка» Вінницької області.
- З 1974 року по 1975 рік — слухач підготовчого факультету Кам'янець-Подільського сільськогосподарського інституту.
- З вересня 1975 року по серпень 1980 року — студент Кам'янець-Подільського сільськогосподарського інституту.
- З 1980 року по 1981 рік — асистент кафедри ремонту машин і технології металу Кам'янець-Подільського сільськогосподарського інституту.
- З жовтня 1982 року по серпень 1983 року — державтоінспектор відділу внутрішніх справ Сімферопольського райвиконкому Кримської області, м. Сімферополь.
- З 1983 року по 1993 рік пройшов шлях від інспектора відділення з розшуку дорожньо-патрульної служби управління ДАІ УВС Кримоблвиконкому, м. Сімферополь до заступника начальника управління ДАІ УВС Криму.
- З 1993 року по 1994 рік — заступник міністра внутрішніх справ Криму, м. Сімферополь.
- З 1994 року по 2001 рік — заступник начальника Головного управління МВС України в Криму, м. Сімферополь.
- З 2001 року по 2003 рік — начальник Управління МВС України в Полтавській області.
- З 2003 року по травень 2005 року — заступник Міністра внутрішніх справ України — начальник міліції громадської безпеки, м. Києва[2][3].

Після служби в МВС займав посади:
- заступника Голови Ради міністрів Автономної Республіки Крим.
- З вересня 2006 року по листопад 2009 року — Голова Правління ДАК «Чорноморнафтогаз».
- З 10 листопада 2009 року по березень 2010 року — заступник Голови Служби безпеки України[4][5].
- З 19 березня 2010 року по 2 березня 2014 року — Голова Київської обласної держадміністрації[6][7].

## Нагороди
- 2000 рік — орден «За заслуги» III ступеня[8];
- 2002 рік — почесне звання «Заслужений юрист України»[9];
- 2003 рік — Почесна грамота Кабінету Міністрів України[10];
- Подяка Президента України;
- 2008 рік — почесне звання «Заслужений працівник промисловості Автономної Республіки Крим»;
- Подяка Постійного Представника Президента України в Автономній Республіці Крим.
- 2009 рік — орден «За заслуги» II ступеня[11]
- 15 липня 2013 року — орден «За заслуги» I ст. — за значний особистий внесок у державне будівництво, соціально-економічний розвиток Київської області, багаторічну сумлінну працю та високий професіоналізм[12]

## Політична діяльність
- Депутат Верховної Ради Автономної Республіки Крим скликання 1998–2002 років,
- з 2006 року — депутат Верховної Ради Автономної Республіки Крим п'ятого скликання.

Одружений, виховує сина.